# Большое Колокольное (озеро, Карелия)
Большое Колокольное — пресноводное озеро на территории Амбарнского сельского поселения Лоухского района и Куземского сельского поселения Кемского района Республики Карелии.

## Общие сведения
Площадь озера — 4,3 км², площадь водосборного бассейна — 23,3 км². Располагается на высоте 75,8 метров над уровнем моря.
Форма озера лопастная, продолговатая: оно более чем на шесть километров вытянуто с запада на восток. Берега изрезанные, каменисто-песчаные, местами заболоченные.
С северо-западной стороны озера вытекает безымянный водоток, который, протекая озёра Маточное и Малое Колокольное, впадает в Энгозеро, воды из которого через реки Калгу и Воньгу попадают в Белое море.
В озере расположено не менее семи безымянных островов различной площади.
С востока к озеру подходит лесная дорога.
Населённые пункты вблизи водоёма отсутствуют.
Код объекта в государственном водном реестре — 02020000711102000003009.